# مولد نبضات

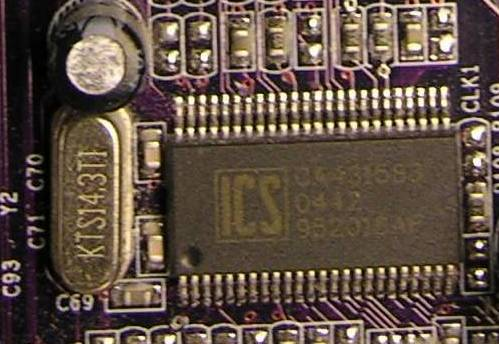
مولد نبضات لجهاز الكمبيوتر ، مبني على دائرة ICS 952018AF ودارة الرنين 14.3 MHz على اليسار

هي دارة كهربائية إلكترونية تنتج إشارة مؤقتة زمنياً (تعرف بإشارة الساعة)
تستخدم في مزامنة عمليات الدارات الموجودة بها. 
وشكل هذه الإشارة (أو الموجة) أما موجة مربعة ومتناظرة بسيطة أو أكثر تعقيداً من ذلك.
وكافة مولدات النبضات تتكون من جزئين رئيسيين هما دارة الرنين ودارة المضخم .
- دارة الرنين عبارة عن مذبذب كهرباء انضغاطية بلوري. على الرغم من إمكانية استخدام دارة رنين بسيطة بدلاً منها أو استخدام دائرة مقاومة ومكثف أحياناً كبديل.
- دارة المضخم تقوم عادة بعكس إشارة المذبذب(oscillator) ويغدي قسم الرجوع في المذبذب لمحافضة على الذبذبة

يستخدم مولد النبضات بشكل كبير في مكونات الحاسب الآلي لأنه المولد الأساسي للتردد الدي تعتمد على قيمة جميع مكونات الجهاز المرتبطة باللوحة الأم مثل المعالج والذاكرة وتردد الناقل الأمامي FSB وغيره.